# Michele di Lando
Michele di Lando, né en 1343 à Florence et mort après 1384, peut-être à Lucques, est une personnalité politique de la république de Florence de la fin du XIVe siècle.
Simple ouvrier cardeur, il joue un rôle essentiel dans la révolte des Ciompi de 1378, devenant le gonfalonnier de justice au sein de la Seigneurie de Florence, le gouvernement de la république, mais pour un temps assez bref.

## Contexte
Au XIIe siècle, en 1115, Florence devient une commune. Dans l'Italie médiévale, c'est un État indépendant de qui n'est en aucune manière inféodé à un royaume ou empire. En un siècle, elle se hisse au rang de l'un des grands centres économiques d'Europe, aux côtés de la république de Venise, de la république de Gênes, de Bruges et de la Hanse. L'économie repose sur des corporations de métiers, les Arti di Firenze, formant un système de castes, assez fermé.
Instituée officiellement en 1293, la Seigneurie de Florence est le gouvernement de la république, c'est une commission élue comprenant neuf personnes : six sont choisis parmi les membres des guildes majeures (Arti maggiori), deux parmi les membres des guildes moyennes et mineures (Arti minori) et le gonfalonnier de justice, lui, est choisi parmi les membres des familles florentines les plus riches. Il n'y a plus d'aristocratie de droit divin ou militaire à Florence qui se veut une république démocratique égalitaire et libérale, il y a le Popolo : seule compte la faculté et la volonté pour chacun d'enrichir la ville. Le seul moyen d'y arriver est le commerce. C'est ainsi que de simples fermiers ont pu au cours de l'histoire florentine devenir de puissants patrons et négociants.
La structuration même du Popolo s'explique en fonction de la richesse accumulée, et laisse apparaître trois couches distinctes : en haut, le popolo grasso, à un niveau intermédiaire, le popolo minuto et en bas de l'échelle des revenus, le popolo magro, les ciompi, sans compter les sans-travail.
Cette couche sociale considérée comme inférieure, manipulable, corvéable, affronte la période de l'épidémie de peste noire durant les décennies 1340-1350, qui réduit la population florentine de près de 70 %. La main d'œuvre vient à manquer progressivement pour le commerce et l'industrie : aussi, les ciompi et les sans-travail finissent par se syndiquer et réclamer des droits. En 1345, une première révolte éclate, le ciompo Ciuto Brandini (d), cardeur, lance une grève au nom d'un groupe d'ouvriers : c'est la plus ancienne trace d'association de cette nature à Florence. Cet événement n'est pas unique, il va se répéter au cours des décennies suivantes. Ils précèdent la révolte menée par Michele di Lando,.

## Biographie
Michele di Lando est un ouvrier de l'industrie lainière, très importante à Florence.
En 1378, il prend la tête d'un mouvement de rébellion des ciompi, les travailleurs sans guilde, mouvement soutenu par une partie des membres des guildes mineures.

### La «révolution» du 22 juillet 1378
Le 22 juillet, une rupture radicale dans l'ordre social établi depuis plus d'un siècle se produit à Florence : l'accession de cet ouvrier modeste au poste de gonfalonnier de Justice, habituellement dévolu à un citoyen de haut rang et donc fortuné.
Une fois élu à ce poste, il fonde trois nouvelles corporations, celles des Ciompi (la plupart manouvriers du textile), des Farsettai (« façonneurs de manteaux ») et des Tintori (« teinturiers »).

### Les problèmes de l'exercice du pouvoir
Michele di Lando se trouve subitement investi de grands pouvoirs. En tant que gonfalonnier de Justice, il est commandant des troupes de la république et responsable de l'ordre public. Gouvernant issu du bas-peuple, mais obligé de composer avec les catégories sociales supérieures en termes de revenus, Michele est confronté rapidement au problème des intérêts des uns et des autres, et donc de devoir s'opposer à ceux qui l'ont porté au pouvoir.
Il est harcelé par des revendications parfois irréalistes de gens qui voit d'un mauvais œil son alliance avec certains membres du « popolo grasso », notamment Salvestro de' Medicis, issu d'une famille de lainiers et de changeurs dont l'entreprise opère à l'échelle de l'Europe.
Michele di Lando est obligé de prendre des mesures répressives pour combattre les revendications parfois violentes issues du bas-peuple. Mais il prend aussi des mesures contre les grandes familles. Son impopularité augmente après qu'il a refusé l'annulation des dettes contractées par certains ouvriers envers des employeurs.
Confronté à une situation agitée, le « popolo grasso » fait alliance avec une partie du popolo minuto contre les ciompi ; le 31 août un groupe de ciompi rassemblé piazza della Signoria, devant le palais où siège la Seigneurie, est facilement dispersé par les forces de l'ordre soutenues par toutes les corporations ancestrales.
La corporation des Ciompi est alors lâchée par Michele di Lando, qui au bout de deux mois, comme le veut le règlement de la Seigneurie, doit remettre en jeu son poste de gonfalonnier. Son parti perd aux élections.

### Départ de Florence
Michele di Lando est par la suite nommé loin de Florence, capitaine aux armées de la République, à Volterra, puis à Lucques, poste de mercenaire, qu'il quitte probablement vers 1384. On n'a à son sujet aucune mention postérieure. La date et le lieu de sa mort ne sont donc pas connus avec précision.

## Crédit d'auteurs
- (it) Cet article est partiellement ou en totalité issu de l’article de Wikipédia en italien intitulé « Michele di Lando » (voir la liste des auteurs).